# Tenorlied
Das Tenorlied ist eine musikalische Gattung der Musik der Renaissance. 
Ursprünglich handelte es sich um ein solistisches Lied mit Instrumentalbegleitung. Bis um 1530 entwickelte es sich zu einem vierstimmigen A-cappella-Chorsatz, bei dem der Cantus firmus im Tenor liegt und mit der schön gestalteten Diskantstimme korrespondiert. Das Tenorlied ist eine typisch deutsche Entwicklung, mit der sich das Schaffen der deutschen Komponisten dieser Zeit von den franko-flämischen Vorbildern löste.
Bekannte Komponisten, die Tenorlieder verfassten, waren z. B. Heinrich Isaac (sein bekanntes Lied Innsbruck, ich muss dich lassen liegt sowohl in einer Tenorlied- als auch in einer Diskantliedfassung vor) und Ludwig Senfl. Eine der wichtigsten Quellen für Tenorlieder ist die Sammlung Frische teutsche Liedlein von Georg Forster.